# 紫背杜鹃
紫背杜鹃（学名：Rhododendron forrestii ssp. forrestii）为杜鹃花科杜鹃花属下的一个亚种。

## 扩展阅读
- 維基物種上的相關：紫背杜鹃